# الن هیوئیت
الن هیوئیت (انگلیسی: Alan Hewitt؛ ۲۱ ژانویه ۱۹۱۵ – ۷ نوامبر ۱۹۸۶) بازیگر تئاتر، سینما و تلویزیون اهل ایالات متحده آمریکا بود.
او دانش‌آموختهٔ کالج دارتموث بود و در سن ۱۵ سالگی وارد این مرکز آموزشی شده بود.
از فیلم‌ها یا برنامه‌های تلویزیونی که وی در آن نقش داشته است، می‌توان به روزگار شراب و گل‌های سرخ، لمس سمور، اسب در کت و شلوار فلانل خاکستری، سوئیت چریتی، میمون زرنگ، شما او را می‌بینید و مریخی محبوب من اشاره کرد.